# Milesia mima
Milesia mima är en tvåvingeart som beskrevs av Heikki Hippa 1990. Milesia mima ingår i släktet Milesia och familjen blomflugor. Inga underarter finns listade i Catalogue of Life.